# Stazione di Nicorvo
Stazione di Nicorvo vasútállomás Olaszországban, Lombardia régióban, Nicorvo településen.

## Vasútvonalak
Az állomást az alábbi vasútvonalak érintik:
- Vercelli–Pavia-vasútvonal

## Kapcsolódó állomások
A vasútállomáshoz az alábbi állomások vannak a legközelebb:
- Stazione di Mortara
- Stazione di Robbio